# Les Challenges de la Marche Verte
Les Challenges de la Marche Verte sind eine Serie von drei Rad-Eintagesrennen in der Westsahara rund um die Stadt El Aaiún. Die Rennserie wird seit 2010 ausgetragen und umfasst den Grand Prix Sakia El Hamra, den Grand Prix Oued Eddahab und den Grand Prix Al Massira. Der königlich-marokkanische Radsportverband FRMC ist Ausrichter des Wettbewerbs, der nach seiner ersten Austragung im November 2010 ein Jahr später ausfiel und in den Februar 2012 verlegt wurde. Die drei Rennen der Challenges de la Marche Verte sind Teil der UCI Africa Tour in der Kategorie 1.2. 2021 und 2022 wurden die Rennen aufgrund der COVID-19-Pandemie abgesagt.

## Sieger

### Grand Prix Sakia El Hamra
- 2022:  Ahmed Al Mansoori
- 2019:  Hermann Keller
- 2018: nicht ausgetragen
- 2017:  Ahmed Galdoune
- 2016: nicht ausgetragen
- 2015:  Salaheddine Mraouni
- 2014:  Essaïd Abelouache
- 2013:  Essaïd Abelouache
- 2012:  Tarik Chaoufi
- 2010:  Mouhssine Lahsaïn

### Grand Prix Oued Eddahab
- 2022:  Heiko Homrighausen
- 2019:  Jason Oosthuizen
- 2018: nicht ausgetragen
- 2017:  Ivan Balykin
- 2016: nicht ausgetragen
- 2015:  Essaïd Abelouache
- 2014:  Mouhssine Lahsaïn
- 2013:  Adil Jelloul
- 2012:  Andris Smirnovs
- 2010:  Abdelatif Saadoune

### Grand Prix Al Massira
- 2022:  Jules de Cock
- 2019:  Gustav Basson
- 2018: nicht ausgetragen
- 2017:  Ahmet Örken
- 2016: nicht ausgetragen
- 2015:  Abdelatif Saadoune
- 2014:  Aleksandar Aleksiew
- 2013:  Ismail Ayoune
- 2012:  Ismail Ayoune
- 2010:  Tarik Chaoufi